# Йоган Людвіґ Мовінкель
Йоган Людвіґ Мовінкель (норв. Johan Ludwig Mowinckel; нар. 22 жовтня 1870, Берген, Норвегія — пом. 30 вересня 1943, Нью-Йорк, США) — норвезький державний і політичний діяч, бізнесмен та благодійник, прихильник економічного об'єднання європейських країн на основі зони вільної торгівлі, одного із прообразів Європейського Союзу. Прем'єр-міністр Норвегії у 1924–1926, 1928–1931 та 1933–1935 pp. Обіймав посади міністра торгівлі та міністра закордонних справ Норвегії. Перебуваючи на посаді Голови Ради Ліги Націй у 1933 році, Мовінкель виніс питання Голодомору на розгляд Ради Ліги Націй.

## Біографія
Йоган Людвіґ Мовінкель народився 22 жовтня 1870 року в місті Берген, Норвегія. Освіту отримав в університеті Осло. Поступив на державну службу у рідному місті, став головою місцевого відділення Ліберальної партії (Bergens Venstreforening). Його обрали до ради міста 1899 року, а згодом він став мером Бергена (1902—1906 та 1911—1913 роки). Він став членом Парламенту (Storting) від Ліберальної партії в 1906 році, згодом Президентом (1916).
Між Першою світовою війною та 1935 роком він був активним у національній політиці, працював міністром торгівлі (1921—1922 рр.), міністром закордонних справ Норвегії (1922—1923, 1924—1926, 1928—1931 та 1933—1935 pp..) та тричі був Прем'єр-міністром (1924—1926, 1928—1931 та 1933—1935 рр.).
Він заснував корабельну компанію A/S J. Ludwig Mowinckels Rederi і був серед засновників норвезько-американської лінії.
1925 року Мовінкель став членом комітету з присудження Нобелівської премії миру. Він був серед ініціаторів угод в Осло в 1930 році, щоб заохотити до торгівлі між Бенілюксом та скандинавськими країнами.
Йоган Мовінкель брав участь у роботі Ліги Націй, був членом Ради і став її Головою 1933 року. Він виступав проти нацистів, був вимушений емігрувати із урядом, після того як Німеччина окупувала Норвегію.
Йоган Людвіґ Мовінкель помер 30 вересня 1943 року в місті Нью-Йорк, США.

### Голодомор

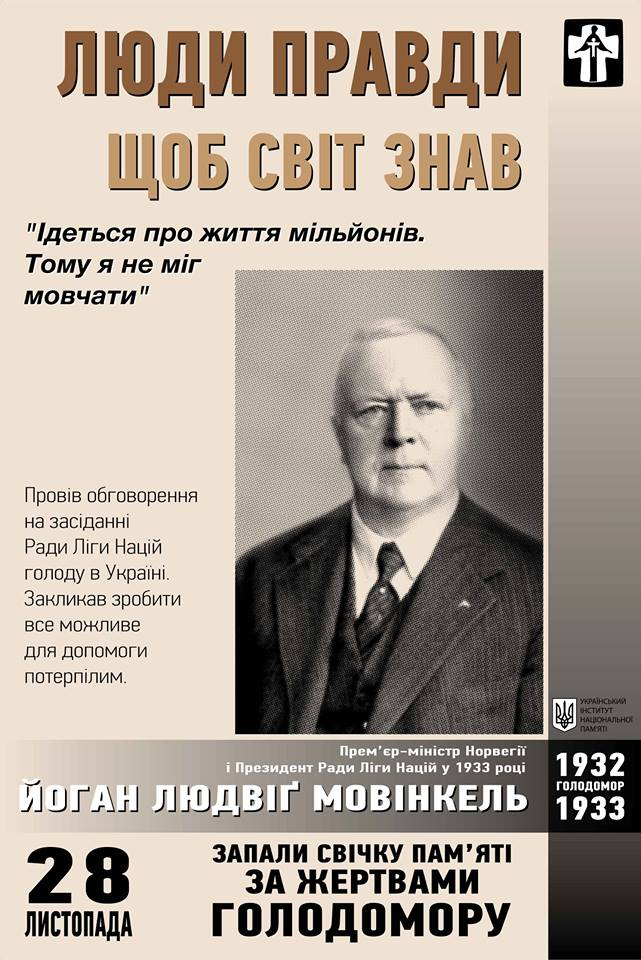

Йоган Людвіґ Мовінкель
У 1933 році Йоганові Мовінкелю були передані матеріали про голод одразу від кількох українських і міжнародних організацій: Український громадський комітет рятунку України, Конференція товариства колишніх комбатантів, українські депутати Польського сейму, керівник надзвичайної дипломатичної місії уряду УНР у Французькій республіці Олександр Шульгин, Об'єднаний комітет міжнародних жіночих організацій. Мілена Рудницька була переговорником від українських організацій та пізніше охарактеризувала Мовінкеля таким чином:
|  | Він належав до того типу людей, які з першого погляду пробуджують довір’я і з якими з першої зустрічі знаходите спільну мову. Доброта, благородність і громадська відвага малювалися на його обличчі. (...) Вже під кінець першої довгої розмови він обіцяв, що зробить усе, що буде в його спроможності. |

Можливо, що також відіграло роль знайомство політика з Фрітьйофом Нансеном. Такий дипломатичний хід переконав його пролобіювати українське питання, але його зусилля не увінчалися успіхом.
29 вересня 1933 р. в Женеві відбулося 76-та сесія Ліги Націй за участі 14 держав. Мовінкель чотири рази брав слово, щоб переконати представників країн-учасниць у важливості допомоги жителям Української СРР. Однак його заклик не був підтриманий. Постійні члени Ради Велика Британія та Французька республіка висловилися проти. Спільної резолюції не було прийнято на засіданні Ради Ліги націй. Вирішили передати українську справу на розгляд Міжнародного Червоного Хреста, який звернувся до радянського уряду з пропозицією дати згоду на організацію міжнародної допомоги для голодуючих. На це в грудні 1933 року з Москви надійшла відповідь, що жодного голоду в УСРР і Північному Кавказі немає.

### Ушанування пам'яті
Йому присвячена нова будівля бібліотеки Університету в Бергені. Офіційне відкриття відбулося 13 вересня 1961 року за присутності короля Олафа V.